# デンマン男爵
デンマン男爵（英語: Baron Denman）は、連合王国貴族の男爵位。ホイッグ党の庶民院議員・法律家トマス・デンマンが1834年に叙せられたのに始まる。

## 歴史
初代デンマン男爵に叙されるトマス・デンマン(1779–1854)は、ホイッグ党の庶民院議員を務める一方、法律家としても活躍し、イングランド・ウェールズ法務総裁(在職1830年-1832年)やイングランド・ウェールズ首席判事(在職1832年-1850年)を務めた。そして1834年3月28日に連合王国貴族ダービー州におけるダブデールのデンマン男爵(Baron Denman, of Dovedale in the County of Derby)に叙せられた。
その息子の2代デンマン男爵トマス・デンマン(1805–1894)の死後、2代男爵の弟の孫（大甥）にあたるトマス・デンマン(1874–1954)が3代デンマン男爵を継承した。彼は1911年から1914年にかけてオーストラリア総督を務めた。
その息子である4代デンマン男爵トマス・デンマン(1905–1971)の死後は、4代男爵の従兄弟にあたる第2代準男爵チャールズ・スペンサー・デンマン(1916–2012)が5代デンマン男爵を継承した。彼の父である初代準男爵リチャード・ダグラス・デンマン(1876–1957)は、長らく下院議員を務めて1945年7月2日に連合王国準男爵位の(スタフィールドの)準男爵(Baronet, of Staffield)に叙せられていた。
5代男爵の死後、その息子のリチャード・トマス・ステュアート・デンマン(1946-)が6代デンマン男爵を継承した。2018年現在の当主も彼である。

## デンマン男爵 (1834年)
- 初代デンマン男爵トマス・デンマン（英語版） (Thomas Denman, 1779–1854)
- 2代デンマン男爵トマス・デンマン（英語版） (Thomas Denman, 1805–1894) - 先代の息子
- 3代デンマン男爵トマス・デンマン (Thomas Denman, 1874–1954) - 先代の大甥
- 4代デンマン男爵トマス・デンマン (Thomas Denman, 1905–1971) - 先代の息子
- 5代デンマン男爵チャールズ・スペンサー・デンマン（英語版） (Charles Spencer Denman, 1916–2012) - 先代の従兄弟
- 6代デンマン男爵リチャード・トマス・ステュアート・デンマン (Richard Thomas Stewart Denman, 1946-)
  - 法定推定相続人は、現当主の息子ロバート・デンマン(Robert Denman, 1995-)

## スタッフィールドのデンマン準男爵 (1945年)
- 初代準男爵サー・リチャード・ダグラス・デンマン（英語版） (Sir Richard Douglas Denman, 1876–1957) - 3代デンマン男爵の弟
- 2代準男爵サー・チャールズ・スペンサー・デンマン (Sir Charles Spencer Denman, 1916–2012) - 先代の息子。1971年に5代デンマン男爵を継承（以降は上記参照）